# Jasmin Kurtić
Jasmin Kurtić (Črnomelj, 10 gennaio 1989) è un calciatore sloveno, centrocampista svincolato e della nazionale slovena.

## Biografia
Dalla sua compagna Amella (sposata nel 2018) ha avuto due figli di nome Mateo e Luca, nati rispettivamente nel 2019 e nel 2021.

## Caratteristiche tecniche
È un robusto jolly di centrocampo che può giocare davanti alla difesa oppure come mezzala in quanto, dotato di tecnica e duttilità tattica, è in grado di ricoprire tutti i ruoli del centrocampo a tre; le sue caratteristiche sono comunque prevalentemente offensive e gli permettono di poter giocare anche da trequartista. Nella stagione 2011-2012, al Varese, è stato utilizzato come mediano in un centrocampo formato da due uomini.
È ambidestro ed è abile nel calciare le punizioni, nello stacco, nel gioco aereo e nel saltare l'uomo. Si ispira all'inglese Steven Gerrard per il suo modo di giocare.

## Carriera

### Club

#### Bela Krajina e Gorica
Ha iniziato a giocare nel 2007 con la maglia del Bela Krajina, chiudendo la prima stagione in carriera (2007-2008) con 27 presenze e 3 gol in seconda serie. Nella stagione 2008-2009 ottiene 25 presenze condite da 2 gol e 7 assist. Nella squadra di debutto ha poi giocato un'altra stagione, con 26 partite all'attivo, 6 gol fatti e 9 assist forniti ai propri compagni.
Nel 2010 ha iniziato a giocare nel ND Gorica, di cui è divenuto subito un giocatore importante, con un contratto da mille euro al mese. Resta nella squadra blu fino alla pausa invernale del campionato sloveno, collezionando 15 presenze complessive.

#### Palermo
A fine dicembre 2010, alla ripresa degli allenamenti dopo la pausa natalizia, si aggrega alla squadra italiana del Palermo, che ne ufficializza l'ingaggio il 3 gennaio 2011, all'apertura ufficiale della sessione invernale del calciomercato, e dove raggiunge altri tre connazionali: Armin Bačinovič, Josip Iličič e l'altro neoacquisto Siniša Anđelković. Esordisce con la maglia rosanero - da titolare - il 12 gennaio in Palermo-Chievo Verona (1-0), partita valida per gli ottavi di finale di Coppa Italia, uscendo al 63' per far posto a Giulio Migliaccio. Il 6 febbraio esordisce nel campionato italiano giocando da titolare in Palermo-Fiorentina (2-4) valida per la venticinquesima giornata. Alla sua seconda presenza in Serie A, a due mesi di distanza dalla prima, segna la sua prima rete sia nel massimo campionato italiano che con la maglia del Palermo, nella partita del 10 aprile pareggiata in casa per 2-2 contro il Cesena e valida per la trentaduesima giornata. Chiude la stagione con 4 presenze in campionato e quella già citata in Coppa Italia (persa in finale contro l'Inter per 3-1).

#### Varese
Il 31 luglio 2011 passa in prestito con diritto di riscatto della compartecipazione al Varese, squadra di Serie B; la trattativa comprende anche il passaggio in rosanero di Andrea Barberis, che passa al Palermo con la medesima modalità.
Esordisce in maglia biancorossa il 14 agosto in Varese-Avellino (0-1) del secondo turno di Coppa Italia, giocando titolare. Segna la prima rete con la nuova maglia il 14 ottobre seguente nella vittoria per 3-0 sul Padova alla decima giornata di campionato, realizzando all'85' con un tiro da trenta metri la rete che chiude la partita.
Chiude la stagione regolare del campionato, in cui ha giocato da titolare mettendosi in evidenza, con 38 presenze e 2 gol. Con il Varese prende poi parte a tutte e 4 le partite dei play-off, terminati con la sconfitta nella finale contro la Sampdoria, in cui segna nella gara di andata delle semifinali nel 2-0 contro l'Hellas Verona.

#### Ritorno al Palermo
Dopo l'ottima stagione, il 20 giugno il Varese esercita l'opzione per il riscatto del cartellino del giocatore. Il giorno successivo, invece, il Palermo esercita il diritto di contropzione.
Torna a giocare in maglia rosanero il 18 agosto 2012, nel terzo turno di Coppa Italia vinto per 3-1 sulla Cremonese.
La stagione si conclude con la retrocessione dei rosanero, sancita il 12 maggio 2013 dalla sconfitta esterna per 1-0 contro la Fiorentina della 37ª giornata. In quella partita viene ammonito e successivamente squalificato per una giornata, concludendo così la stagione con 31 presenze in campionato e una in Coppa Italia.

#### Sassuolo e i prestiti a Torino e Fiorentina
Il 1º luglio 2013 passa in compartecipazione al Sassuolo. Debutta in maglia neroverde nella prima partita utile, cioè il terzo turno di Coppa Italia vinta per 3-1 dopo i tempi supplementari in casa del Novara e disputata il 17 agosto 2013, giocando titolare.
Il 30 gennaio 2014 passa in prestito al Torino, su decisione anche del Palermo, l'altra squadra detentrice di diritti sul suo cartellino. Segna la prima rete in maglia granata il 18 aprile 2014 nella partita della 34ª giornata Lazio-Torino (3-3). A fine stagione raccoglie 16 presenze e 2 reti in campionato.
Il 20 giugno 2014 la partecipazione del cartellino del giocatore fra Palermo e Sassuolo è risolta a favore degli emiliani. Il 1º settembre 2014 si trasferisce in prestito alla Fiorentina, con diritto di riscatto fissato a 5 milioni di euro. Esordisce in maglia viola il 18 settembre nella partita di Europa League Fiorentina-Guingamp (3-0), mentre segna il suo primo gol il 21 settembre nella partita di campionato Atalanta-Fiorentina (0-1).

#### Atalanta e SPAL
Il 25 giugno 2015 viene acquistato dall'Atalanta per 3,5 milioni di euro firmando un contratto quadriennale. Fa il suo esordio con la maglia della squadra orobica giocando da titolare nella partita del terzo turno di Coppa Italia contro il Cittadella, il 15 agosto 2015. Il 28 febbraio 2016 segna il suo primo gol con la maglia dei bergamaschi, nella partita pareggiata per 1-1 sul campo del Carpi.
Nel 2016-2017 e nel 2017-2018 viene impiegato anche in posizione più avanzata da Gian Piero Gasperini, fornendo buone prestazioni.
L'11 gennaio 2018 passa in prestito con obbligo di riscatto alla SPAL, legandosi al club emiliano fino al 2021. Esordisce con gli emiliani il 21 gennaio seguente, nel match in trasferta contro l'Udinese, e sigla il suo primo gol il 29 aprile 2018, nella vittoria per 3-1 sul campo del Verona.
L'anno successivo è titolare fisso del club biancazzurro, che si salva anche grazie al suo contributo visti i 6 gol segnati in 30 partite (tra questi una doppietta all'Empoli). Il 2019 lo chiude con 16 presenze e 2 gol.

#### Parma e PAOK
Il 10 gennaio 2020 si trasferisce in prestito, con obbligo di riscatto, al Parma, con riscatto fissato a 3,5 milioni più 0,5 di bonus. Tre giorni dopo esordisce con i ducali giocando da titolare la sfida di campionato col Lecce, vinta per 2-0. Il 12 luglio segna il suo primo gol con i ducali iniziando la rimonta casalinga col Bologna, nella partita conclusa sul 2-2.
Il 18 luglio 2021, dopo la retrocessione del Parma, viene ceduto in prestito al PAOK, rimanendoci fino al 30 giugno 2023.

#### Universitatea Craiova
Dopo essere rimasto svincolato, l'8 agosto 2023 firma con l'U Craiova, nella massima serie romena.

#### Südtirol
Il 5 gennaio 2024 torna in Italia, approdando da svincolato al Südtirol, in Serie B, a cui si lega fino al termine della stagione. Esordisce otto giorni dopo, nella partita interna contro la Feralpisalò, vinta per 1-0. Il 17 febbraio segna la sua prima rete in maglia biancorossa, nel pareggio per 2-2 in casa del Catanzaro. Inizialmente confermato per la stagione successiva, sul finire del girone d’andata (in particolare dopo l’arrivo in panchina di Fabrizio Castori) finisce ai margini del progetto tecnico, rescindendo il proprio contratto coi biancorossi il 20 marzo 2025.

### Nazionale

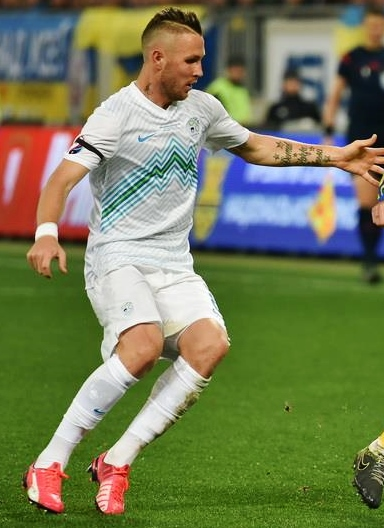
Kurtić in azione con la maglia della Slovenia nel 2015

Nel 2009 ha giocato 2 partite nella nazionale Under-21. Il 26 maggio 2012 esordisce da titolare in nazionale maggiore nell'amichevole pareggiata per 1-1 contro la Grecia, realizzando al 87º la rete del pareggio su calcio di punizione.

## Statistiche

### Presenze e reti nei club
Statistiche aggiornate al 25 marzo 2025.
| Stagione            | Squadra             | Campionato          | Campionato | Campionato | Coppe nazionali | Coppe nazionali | Coppe nazionali | Coppe continentali | Coppe continentali | Coppe continentali | Altre coppe | Altre coppe | Altre coppe | Totale | Totale |
| Stagione            | Squadra             | Comp                | Pres       | Reti       | Comp            | Pres            | Reti            | Comp               | Pres               | Reti               | Comp        | Pres        | Reti        | Pres   | Reti   |
| ------------------- | ------------------- | ------------------- | ---------- | ---------- | --------------- | --------------- | --------------- | ------------------ | ------------------ | ------------------ | ----------- | ----------- | ----------- | ------ | ------ |
| 2007-2008           | Bela Krajina        | 2. SNL              | 27         | 3          | CS              | 2               | 0               | -                  | -                  | -                  | -           | -           | -           | 29     | 3      |
| 2008-2009           | Bela Krajina        | 2. SNL              | 22         | 2          | CS              | 1               | 0               | -                  | -                  | -                  | -           | -           | -           | 23     | 2      |
| 2009-2010           | Bela Krajina        | 2. SNL              | 25         | 2          | CS              | 1               | 0               | -                  | -                  | -                  | -           | -           | -           | 26     | 2      |
| Totale Bela Krajina | Totale Bela Krajina | Totale Bela Krajina | 74         | 7          |                 | 4               | 0               |                    | -                  | -                  |             | -           | -           | 78     | 7      |
| 2010-gen. 2011      | Gorica              | 1. SNL              | 15         | 0          | CS              | 2               | 0               | -                  | -                  | -                  | -           | -           | -           | 17     | 0      |
| gen.-giu. 2011      | Palermo             | A                   | 4          | 1          | CI              | 1               | 0               | UEL                | 0                  | 0                  | -           | -           | -           | 5      | 1      |
| 2011-2012           | Varese              | B                   | 38+4       | 2+1        | CI              | 1               | 0               | -                  | -                  | -                  | -           | -           | -           | 43     | 3      |
| 2012-2013           | Palermo             | A                   | 31         | 0          | CI              | 1               | 0               | -                  | -                  | -                  | -           | -           | -           | 32     | 0      |
| Totale Palermo      | Totale Palermo      | Totale Palermo      | 35         | 1          |                 | 2               | 0               |                    | 0                  | 0                  |             | -           | -           | 37     | 1      |
| 2013-gen. 2014      | Sassuolo            | A                   | 18         | 0          | CI              | 2               | 0               | -                  | -                  | -                  | -           | -           | -           | 20     | 0      |
| gen.-giu. 2014      | Torino              | A                   | 16         | 2          | CI              | 0               | 0               | -                  | -                  | -                  | -           | -           | -           | 16     | 2      |
| 2014-2015           | Fiorentina          | A                   | 21         | 1          | CI              | 2               | 0               | UEL                | 5                  | 0                  | -           | -           | -           | 28     | 1      |
| 2015-2016           | Atalanta            | A                   | 32         | 2          | CI              | 2               | 0               | -                  | -                  | -                  | -           | -           | -           | 34     | 2      |
| 2016-2017           | Atalanta            | A                   | 37         | 6          | CI              | 2               | 0               | -                  | -                  | -                  | -           | -           | -           | 39     | 6      |
| 2017-gen. 2018      | Atalanta            | A                   | 14         | 2          | CI              | 1               | 0               | UEL                | 4                  | 0                  | -           | -           | -           | 19     | 2      |
| Totale Atalanta     | Totale Atalanta     | Totale Atalanta     | 83         | 10         |                 | 5               | 0               |                    | 4                  | 0                  |             | -           | -           | 92     | 10     |
| gen.-giu. 2018      | SPAL                | A                   | 16         | 1          | CI              | 0               | 0               | -                  | -                  | -                  | -           | -           | -           | 16     | 1      |
| 2018-2019           | SPAL                | A                   | 30         | 6          | CI              | 1               | 0               | -                  | -                  | -                  | -           | -           | -           | 31     | 6      |
| 2019-gen. 2020      | SPAL                | A                   | 16         | 2          | CI              | 2               | 0               | -                  | -                  | -                  | -           | -           | -           | 18     | 2      |
| Totale S.P.A.L.     | Totale S.P.A.L.     | Totale S.P.A.L.     | 62         | 9          |                 | 3               | 0               |                    | -                  | -                  |             | -           | -           | 65     | 9      |
| gen.-ago. 2020      | Parma               | A                   | 20         | 2          | CI              | 1               | 0               | -                  | -                  | -                  | -           | -           | -           | 21     | 2      |
| 2020-2021           | Parma               | A                   | 34         | 4          | CI              | 2               | 0               | -                  | -                  | -                  | -           | -           | -           | 36     | 4      |
| Totale Parma        | Totale Parma        | Totale Parma        | 54         | 6          |                 | 3               | 0               |                    | -                  | -                  |             | -           | -           | 57     | 6      |
| 2021-2022           | PAOK                | SL                  | 22+9       | 15+0       | CG              | 7               | 2               | UECL               | 13                 | 1                  | -           | -           | -           | 51     | 18     |
| 2022-2023           | PAOK                | SL                  | 10         | 3          | CG              | 0               | 0               | UECL               | 2                  | 0                  | -           | -           | -           | 12     | 3      |
| Totale PAOK         | Totale PAOK         | Totale PAOK         | 32+9       | 18+0       |                 | 7               | 2               |                    | 15                 | 1                  |             | -           | -           | 63     | 21     |
| 2023-gen. 2024      | U Craiova           | L1                  | 15         | 1          | CR              | 2               | 1               | -                  | -                  | -                  | -           | -           | -           | 17     | 2      |
| gen.-giu. 2024      | Südtirol            | B                   | 14         | 1          | CI              | -               | -               | -                  | -                  | -                  | -           | -           | -           | 14     | 1      |
| 2024-mar. 2025      | Südtirol            | B                   | 8          | 0          | CI              | 1               | 0               | -                  | -                  | -                  | -           | -           | -           | 9      | 0      |
| Totale Südtirol     | Totale Südtirol     | Totale Südtirol     | 22         | 1          |                 | 1               | 0               |                    | -                  | -                  |             | -           | -           | 23     | 1      |
| Totale carriera     | Totale carriera     | Totale carriera     | 498        | 59         |                 | 34              | 3               |                    | 24                 | 1                  |             | -           | -           | 556    | 63     |

### Cronologia presenze e reti in nazionale
| Cronologia completa delle presenze e delle reti in nazionale ― Slovenia | Cronologia completa delle presenze e delle reti in nazionale ― Slovenia | Cronologia completa delle presenze e delle reti in nazionale ― Slovenia | Cronologia completa delle presenze e delle reti in nazionale ― Slovenia | Cronologia completa delle presenze e delle reti in nazionale ― Slovenia | Cronologia completa delle presenze e delle reti in nazionale ― Slovenia | Cronologia completa delle presenze e delle reti in nazionale ― Slovenia | Cronologia completa delle presenze e delle reti in nazionale ― Slovenia |
| Data                                                                    | Città                                                                   | In casa                                                                 | Risultato                                                               | Ospiti                                                                  | Competizione                                                            | Reti                                                                    | Note                                                                    |
| ----------------------------------------------------------------------- | ----------------------------------------------------------------------- | ----------------------------------------------------------------------- | ----------------------------------------------------------------------- | ----------------------------------------------------------------------- | ----------------------------------------------------------------------- | ----------------------------------------------------------------------- | ----------------------------------------------------------------------- |
| 26-5-2012                                                               | Kufstein                                                                | Grecia                                                                  | 1 – 1                                                                   | Slovenia                                                                | Amichevole                                                              | 1                                                                       | 67’                                                                     |
| 15-8-2012                                                               | Lubiana                                                                 | Slovenia                                                                | 4 – 3                                                                   | Romania                                                                 | Amichevole                                                              | -                                                                       | 72’                                                                     |
| 7-9-2012                                                                | Lubiana                                                                 | Slovenia                                                                | 0 – 2                                                                   | Svizzera                                                                | Qual. Mondiali 2014                                                     | -                                                                       | 80’                                                                     |
| 11-9-2012                                                               | Oslo                                                                    | Norvegia                                                                | 2 – 1                                                                   | Slovenia                                                                | Qual. Mondiali 2014                                                     | -                                                                       |                                                                         |
| 12-10-2012                                                              | Maribor                                                                 | Slovenia                                                                | 2 – 1                                                                   | Cipro                                                                   | Qual. Mondiali 2014                                                     | -                                                                       | 56’                                                                     |
| 14-11-2012                                                              | Skopje                                                                  | Macedonia                                                               | 3 – 2                                                                   | Slovenia                                                                | Amichevole                                                              | -                                                                       | 46’                                                                     |
| 6-2-2013                                                                | Lubiana                                                                 | Slovenia                                                                | 0 – 3                                                                   | Bosnia ed Erzegovina                                                    | Amichevole                                                              | -                                                                       | 46’                                                                     |
| 22-3-2013                                                               | Lubiana                                                                 | Slovenia                                                                | 1 – 2                                                                   | Islanda                                                                 | Qual. Mondiali 2014                                                     | -                                                                       |                                                                         |
| 31-5-2013                                                               | Bielefeld                                                               | Turchia                                                                 | 0 – 2                                                                   | Slovenia                                                                | Amichevole                                                              | -                                                                       |                                                                         |
| 7-6-2013                                                                | Reykjavík                                                               | Islanda                                                                 | 2 – 4                                                                   | Slovenia                                                                | Qual. Mondiali 2014                                                     | -                                                                       |                                                                         |
| 14-8-2013                                                               | Turku                                                                   | Finlandia                                                               | 2 – 0                                                                   | Slovenia                                                                | Amichevole                                                              | -                                                                       | 32’ 75’                                                                 |
| 6-9-2013                                                                | Lubiana                                                                 | Slovenia                                                                | 1 – 0                                                                   | Albania                                                                 | Qual. Mondiali 2014                                                     | -                                                                       | 24’                                                                     |
| 11-10-2013                                                              | Maribor                                                                 | Slovenia                                                                | 3 – 0                                                                   | Norvegia                                                                | Qual. Mondiali 2014                                                     | -                                                                       |                                                                         |
| 15-10-2013                                                              | Berna                                                                   | Svizzera                                                                | 1 – 0                                                                   | Slovenia                                                                | Qual. Mondiali 2014                                                     | -                                                                       |                                                                         |
| 19-11-2013                                                              | Celje                                                                   | Slovenia                                                                | 1 – 0                                                                   | Canada                                                                  | Amichevole                                                              | -                                                                       |                                                                         |
| 5-3-2014                                                                | Blida                                                                   | Algeria                                                                 | 2 – 0                                                                   | Slovenia                                                                | Amichevole                                                              | -                                                                       |                                                                         |
| 4-6-2014                                                                | Montevideo                                                              | Uruguay                                                                 | 2 – 0                                                                   | Slovenia                                                                | Amichevole                                                              | -                                                                       |                                                                         |
| 7-6-2014                                                                | La Plata                                                                | Argentina                                                               | 2 – 0                                                                   | Slovenia                                                                | Amichevole                                                              | -                                                                       |                                                                         |
| 8-9-2014                                                                | Tallinn                                                                 | Estonia                                                                 | 1 – 0                                                                   | Slovenia                                                                | Qual. Euro 2016                                                         | -                                                                       |                                                                         |
| 9-10-2014                                                               | Maribor                                                                 | Slovenia                                                                | 1 – 0                                                                   | Svizzera                                                                | Qual. Euro 2016                                                         | -                                                                       | 46’                                                                     |
| 12-10-2014                                                              | Vilnius                                                                 | Lituania                                                                | 0 – 2                                                                   | Slovenia                                                                | Qual. Euro 2016                                                         | -                                                                       |                                                                         |
| 15-11-2014                                                              | Londra                                                                  | Inghilterra                                                             | 3 – 1                                                                   | Slovenia                                                                | Qual. Euro 2016                                                         | -                                                                       | 75’                                                                     |
| 18-11-2014                                                              | Lubiana                                                                 | Slovenia                                                                | 0 – 1                                                                   | Colombia                                                                | Amichevole                                                              | -                                                                       | 46’                                                                     |
| 27-3-2015                                                               | Lubiana                                                                 | Slovenia                                                                | 6 – 0                                                                   | San Marino                                                              | Qual. Euro 2016                                                         | -                                                                       |                                                                         |
| 14-6-2015                                                               | Lubiana                                                                 | Slovenia                                                                | 2 – 3                                                                   | Inghilterra                                                             | Qual. Euro 2016                                                         | -                                                                       | 79’                                                                     |
| 5-9-2015                                                                | Basilea                                                                 | Svizzera                                                                | 3 – 2                                                                   | Slovenia                                                                | Qual. Euro 2016                                                         | -                                                                       |                                                                         |
| 8-9-2015                                                                | Maribor                                                                 | Slovenia                                                                | 1 – 0                                                                   | Estonia                                                                 | Qual. Euro 2016                                                         | -                                                                       |                                                                         |
| 9-10-2015                                                               | Lubiana                                                                 | Slovenia                                                                | 1 – 1                                                                   | Lituania                                                                | Qual. Euro 2016                                                         | -                                                                       |                                                                         |
| 12-10-2015                                                              | Serravalle                                                              | San Marino                                                              | 0 – 2                                                                   | Slovenia                                                                | Qual. Euro 2016                                                         | -                                                                       | 48’                                                                     |
| 14-11-2015                                                              | Leopoli                                                                 | Ucraina                                                                 | 2 – 0                                                                   | Slovenia                                                                | Qual. Euro 2016                                                         | -                                                                       |                                                                         |
| 23-3-2016                                                               | Capodistria                                                             | Slovenia                                                                | 1 – 0                                                                   | Macedonia                                                               | Amichevole                                                              | -                                                                       |                                                                         |
| 28-3-2016                                                               | Belfast                                                                 | Irlanda del Nord                                                        | 1 – 0                                                                   | Slovenia                                                                | Amichevole                                                              | -                                                                       | 46’                                                                     |
| 30-5-2016                                                               | Malmö                                                                   | Svezia                                                                  | 0 – 0                                                                   | Slovenia                                                                | Amichevole                                                              | -                                                                       | 57’ 75’                                                                 |
| 5-6-2016                                                                | Lubiana                                                                 | Slovenia                                                                | 0 – 1                                                                   | Turchia                                                                 | Amichevole                                                              | -                                                                       | 59’                                                                     |
| 8-10-2016                                                               | Lubiana                                                                 | Slovenia                                                                | 1 – 0                                                                   | Slovacchia                                                              | Qual. Mondiali 2018                                                     | -                                                                       | 72’                                                                     |
| 11-10-2016                                                              | Lubiana                                                                 | Slovenia                                                                | 0 – 0                                                                   | Inghilterra                                                             | Qual. Mondiali 2018                                                     | -                                                                       |                                                                         |
| 11-11-2016                                                              | Ta' Qali                                                                | Malta                                                                   | 0 – 1                                                                   | Slovenia                                                                | Qual. Mondiali 2018                                                     | -                                                                       |                                                                         |
| 14-11-2016                                                              | Breslavia                                                               | Polonia                                                                 | 1 – 1                                                                   | Slovenia                                                                | Amichevole                                                              | -                                                                       |                                                                         |
| 26-3-2017                                                               | Glasgow                                                                 | Scozia                                                                  | 1 – 0                                                                   | Slovenia                                                                | Qual. Mondiali 2018                                                     | -                                                                       |                                                                         |
| 10-6-2017                                                               | Lubiana                                                                 | Slovenia                                                                | 2 – 0                                                                   | Malta                                                                   | Qual. Mondiali 2018                                                     | -                                                                       |                                                                         |
| 1-9-2017                                                                | Trnava                                                                  | Slovacchia                                                              | 1 – 0                                                                   | Slovenia                                                                | Qual. Mondiali 2018                                                     | -                                                                       |                                                                         |
| 4-9-2017                                                                | Lubiana                                                                 | Slovenia                                                                | 4 – 0                                                                   | Lituania                                                                | Qual. Mondiali 2018                                                     | -                                                                       |                                                                         |
| 8-10-2017                                                               | Lubiana                                                                 | Slovenia                                                                | 2 – 2                                                                   | Scozia                                                                  | Qual. Mondiali 2018                                                     | -                                                                       |                                                                         |
| 23-3-2018                                                               | Klagenfurt am Wörthersee                                                | Austria                                                                 | 3 – 0                                                                   | Slovenia                                                                | Amichevole                                                              | -                                                                       | 46’                                                                     |
| 27-3-2018                                                               | Lubiana                                                                 | Slovenia                                                                | 0 – 2                                                                   | Bielorussia                                                             | Amichevole                                                              | -                                                                       |                                                                         |
| 2-6-2018                                                                | Podgorica                                                               | Montenegro                                                              | 0 – 2                                                                   | Slovenia                                                                | Amichevole                                                              | -                                                                       | 62’                                                                     |
| 6-9-2018                                                                | Lubiana                                                                 | Slovenia                                                                | 1 – 2                                                                   | Bulgaria                                                                | UEFA Nations League 2018-2019 - 1º turno                                | -                                                                       |                                                                         |
| 9-9-2018                                                                | Nicosia                                                                 | Cipro                                                                   | 2 – 1                                                                   | Slovenia                                                                | UEFA Nations League 2018-2019 - 1º turno                                | -                                                                       | 77’                                                                     |
| 21-3-2019                                                               | Haifa                                                                   | Israele                                                                 | 1 – 1                                                                   | Slovenia                                                                | Qual. Euro 2020                                                         | -                                                                       |                                                                         |
| 24-3-2019                                                               | Lubiana                                                                 | Slovenia                                                                | 1 – 1                                                                   | Macedonia del Nord                                                      | Qual. Euro 2020                                                         | -                                                                       |                                                                         |
| 7-6-2019                                                                | Vienna                                                                  | Austria                                                                 | 1 – 0                                                                   | Slovenia                                                                | Qual. Euro 2020                                                         | -                                                                       |                                                                         |
| 10-6-2019                                                               | Riga                                                                    | Lettonia                                                                | 0 – 5                                                                   | Slovenia                                                                | Qual. Euro 2020                                                         | -                                                                       |                                                                         |
| 6-9-2019                                                                | Lubiana                                                                 | Slovenia                                                                | 2 – 0                                                                   | Polonia                                                                 | Qual. Euro 2020                                                         | -                                                                       |                                                                         |
| 9-9-2019                                                                | Lubiana                                                                 | Slovenia                                                                | 3 – 2                                                                   | Israele                                                                 | Qual. Euro 2020                                                         | -                                                                       |                                                                         |
| 10-10-2019                                                              | Skopje                                                                  | Macedonia del Nord                                                      | 2 – 1                                                                   | Slovenia                                                                | Qual. Euro 2020                                                         | -                                                                       | 43’                                                                     |
| 13-10-2019                                                              | Lubiana                                                                 | Slovenia                                                                | 0 – 1                                                                   | Austria                                                                 | Qual. Euro 2020                                                         | -                                                                       |                                                                         |
| 16-11-2019                                                              | Lubiana                                                                 | Slovenia                                                                | 1 – 0                                                                   | Lettonia                                                                | Qual. Euro 2020                                                         | -                                                                       |                                                                         |
| 19-11-2019                                                              | Varsavia                                                                | Polonia                                                                 | 3 – 2                                                                   | Slovenia                                                                | Qual. Euro 2020                                                         | -                                                                       | 2’, 86’                                                                 |
| 6-9-2020                                                                | Lubiana                                                                 | Slovenia                                                                | 1 – 0                                                                   | Moldavia                                                                | UEFA Nations League 2020-2021 - 1º turno                                | -                                                                       |                                                                         |
| 7-10-2020                                                               | Lubiana                                                                 | Slovenia                                                                | 4 – 0                                                                   | San Marino                                                              | Amichevole                                                              | -                                                                       | 59’                                                                     |
| 11-10-2020                                                              | Pristina                                                                | Kosovo                                                                  | 0 – 1                                                                   | Slovenia                                                                | UEFA Nations League 2020-2021 - 1º turno                                | -                                                                       |                                                                         |
| 14-10-2020                                                              | Chișinău                                                                | Moldavia                                                                | 0 – 4                                                                   | Slovenia                                                                | UEFA Nations League 2020-2021 - 1º turno                                | -                                                                       |                                                                         |
| 11-11-2020                                                              | Lubiana                                                                 | Slovenia                                                                | 0 – 0                                                                   | Azerbaigian                                                             | Amichevole                                                              | -                                                                       | 46’                                                                     |
| 15-11-2020                                                              | Lubiana                                                                 | Slovenia                                                                | 2 – 1                                                                   | Kosovo                                                                  | UEFA Nations League 2020-2021 - 1º turno                                | 1                                                                       |                                                                         |
| 18-11-2020                                                              | Atene                                                                   | Grecia                                                                  | 0 – 0                                                                   | Slovenia                                                                | UEFA Nations League 2020-2021 - 1º turno                                | -                                                                       | 21’                                                                     |
| 24-3-2021                                                               | Lubiana                                                                 | Slovenia                                                                | 1 – 0                                                                   | Croazia                                                                 | Qual. Mondiali 2022                                                     | -                                                                       | 61’                                                                     |
| 27-3-2021                                                               | Soči                                                                    | Russia                                                                  | 2 – 1                                                                   | Slovenia                                                                | Qual. Mondiali 2022                                                     | -                                                                       |                                                                         |
| 30-3-2021                                                               | Strovolos                                                               | Cipro                                                                   | 1 – 0                                                                   | Slovenia                                                                | Qual. Mondiali 2022                                                     | -                                                                       | 47’                                                                     |
| 1-6-2021                                                                | Skopje                                                                  | Macedonia del Nord                                                      | 1 – 1                                                                   | Slovenia                                                                | Amichevole                                                              | -                                                                       | 87’                                                                     |
| 4-9-2021                                                                | Lubiana                                                                 | Slovenia                                                                | 1 – 0                                                                   | Malta                                                                   | Qual. Mondiali 2022                                                     | -                                                                       | 12’                                                                     |
| 7-9-2021                                                                | Spalato                                                                 | Croazia                                                                 | 3 – 0                                                                   | Slovenia                                                                | Qual. Mondiali 2022                                                     | -                                                                       |                                                                         |
| 8-10-2021                                                               | Ta' Qali                                                                | Malta                                                                   | 0 – 4                                                                   | Slovenia                                                                | Qual. Mondiali 2022                                                     | -                                                                       | 83’                                                                     |
| 11-10-2021                                                              | Maribor                                                                 | Slovenia                                                                | 1 – 2                                                                   | Russia                                                                  | Qual. Mondiali 2022                                                     | -                                                                       |                                                                         |
| 14-11-2021                                                              | Lubiana                                                                 | Slovenia                                                                | 2 – 1                                                                   | Cipro                                                                   | Qual. Mondiali 2022                                                     | -                                                                       | 31’                                                                     |
| 26-3-2022                                                               | Ar Rayyan                                                               | Croazia                                                                 | 1 – 1                                                                   | Slovenia                                                                | Amichevole                                                              | -                                                                       |                                                                         |
| 29-3-2022                                                               | Ar Rayyan                                                               | Qatar                                                                   | 0 – 0                                                                   | Slovenia                                                                | Amichevole                                                              | -                                                                       |                                                                         |
| 2-6-2022                                                                | Lubiana                                                                 | Slovenia                                                                | 0 – 2                                                                   | Svezia                                                                  | UEFA Nations League 2022-2023 - 1º turno                                | -                                                                       |                                                                         |
| 5-6-2022                                                                | Belgrado                                                                | Serbia                                                                  | 4 – 1                                                                   | Slovenia                                                                | UEFA Nations League 2022-2023 - 1º turno                                | -                                                                       |                                                                         |
| 9-6-2022                                                                | Oslo                                                                    | Norvegia                                                                | 0 – 0                                                                   | Slovenia                                                                | UEFA Nations League 2022-2023 - 1º turno                                | -                                                                       |                                                                         |
| 12-6-2022                                                               | Lubiana                                                                 | Slovenia                                                                | 2 – 2                                                                   | Serbia                                                                  | UEFA Nations League 2022-2023 - 1º turno                                | -                                                                       | 50’                                                                     |
| 24-9-2022                                                               | Lubiana                                                                 | Slovenia                                                                | 2 – 1                                                                   | Norvegia                                                                | UEFA Nations League 2022-2023 - 1º turno                                | -                                                                       | 74’                                                                     |
| 17-11-2022                                                              | Cluj-Napoca                                                             | Romania                                                                 | 1 – 2                                                                   | Slovenia                                                                | Amichevole                                                              | -                                                                       | 85’                                                                     |
| 20-11-2022                                                              | Lubiana                                                                 | Slovenia                                                                | 1 – 0                                                                   | Montenegro                                                              | Amichevole                                                              | -                                                                       |                                                                         |
| 7-9-2023                                                                | Lubiana                                                                 | Slovenia                                                                | 4 – 2                                                                   | Irlanda del Nord                                                        | Qual. Euro 2024                                                         | -                                                                       | 74’                                                                     |
| 10-9-2023                                                               | Serravalle                                                              | San Marino                                                              | 0 – 4                                                                   | Slovenia                                                                | Qual. Euro 2024                                                         | -                                                                       | 71’                                                                     |
| 14-10-2023                                                              | Lubiana                                                                 | Slovenia                                                                | 3 – 0                                                                   | Finlandia                                                               | Qual. Euro 2024                                                         | -                                                                       | 80’                                                                     |
| 17-10-2023                                                              | Belfast                                                                 | Irlanda del Nord                                                        | 0 – 1                                                                   | Slovenia                                                                | Qual. Euro 2024                                                         | -                                                                       | 76’                                                                     |
| 17-11-2023                                                              | Copenaghen                                                              | Danimarca                                                               | 2 – 1                                                                   | Slovenia                                                                | Qual. Euro 2024                                                         | -                                                                       | 62’                                                                     |
| 20-11-2023                                                              | Lubiana                                                                 | Slovenia                                                                | 2 – 1                                                                   | Kazakistan                                                              | Qual. Euro 2024                                                         | -                                                                       | 87’                                                                     |
| 21-3-2024                                                               | Ta' Qali                                                                | Malta                                                                   | 2 – 2                                                                   | Slovenia                                                                | Amichevole                                                              | -                                                                       | 75’ 77’                                                                 |
| 4-6-2024                                                                | Lubiana                                                                 | Slovenia                                                                | 2 – 1                                                                   | Armenia                                                                 | Amichevole                                                              | -                                                                       | 59’                                                                     |
| 15-6-2024                                                               | Stoccarda                                                               | Slovenia                                                                | 1 – 1                                                                   | Danimarca                                                               | Euro 2024 - 1º turno                                                    | -                                                                       | 90+5’                                                                   |
| 9-9-2024                                                                | Lubiana                                                                 | Slovenia                                                                | 3 – 0                                                                   | Kazakistan                                                              | UEFA Nations League 2024-2025 - 1º turno                                | -                                                                       | 87’                                                                     |
| 10-10-2024                                                              | Oslo                                                                    | Norvegia                                                                | 3 – 0                                                                   | Slovenia                                                                | UEFA Nations League 2024-2025 - 1º turno                                | -                                                                       | 73’                                                                     |
| 13-10-2024                                                              | Almaty                                                                  | Kazakistan                                                              | 0 – 1                                                                   | Slovenia                                                                | UEFA Nations League 2024-2025 - 1º turno                                | -                                                                       | 87’                                                                     |
| 14-11-2024                                                              | Lubiana                                                                 | Slovenia                                                                | 1 – 4                                                                   | Norvegia                                                                | UEFA Nations League 2024-2025 - 1º turno                                | -                                                                       | 81’                                                                     |
| Totale                                                                  |                                                                         | Presenze (3º posto)                                                     | 96                                                                      |                                                                         | Reti                                                                    | 2                                                                       |                                                                         |